# 刘赐 (衡山王)
劉赐（？—前122年），西汉时期诸侯王，刘邦之孙，淮南厉王刘长第三子。汉文帝时先被封为阳周侯，后来被封为庐江王，汉景帝时改封为衡山王。汉武帝时，刘赐与其兄淮南王刘安约定谋反，因为家族内部不和事发后自杀。

## 生平

### 早年
刘赐是淮南厉王刘长第三子，前174年，刘长因为谋反失败在流放途中绝食而死。汉文帝怜惜弟弟之死，于是在前172年分封刘长的四个儿子为侯爵：长子刘安被封为阜陵侯；次子刘勃被封为安阳侯；三子刘赐被封为阳周侯；四子刘良被封为东成侯。前165年，汉文帝将刘长的封地一分为三，分封给他的三个儿子：长子刘安继承刘长的爵位，为淮南王；次子刘勃被封为衡山王；三子刘赐被封为庐江王；四子刘良因为早去世而且没有男嗣，没有受封。

### 改封
前154年，七国之乱爆发，吴王刘濞派使者到庐江国邀请刘赐一同参与，刘赐没有响应，但是却派遣使者与闽越国加强联络。七国之乱被平定后，汉景帝因为庐江国与闽越国交界，两者有使者往来为由，撤销庐江国改为庐江郡，改封刘赐为衡山王，原衡山王刘勃被改封为济北王。前147年，刘赐前往朝见汉景帝。

### 结怨
前129年，刘赐入京朝见汉武帝，他的谒者卫庆懂得方术，想要上书直接侍奉天子。刘赐十分恼怒，告发卫庆犯下死罪，然后严刑拷打逼他认罪。衡山国的内史认为这是冤案，将案宗退回，不肯审理。刘赐派人上书控告内史，内史受到调查时举报刘赐所言不实。刘赐又多次侵夺他人田产，毁坏他人坟墓辟为自己的田地。有司请求逮捕刘赐惩治，但汉武帝不允许，只是将衡山国国内俸禄二百石以上的官员的任免权收回中央。刘赐因此怀恨在心，和奚慈、张广昌谋划，寻找会行兵布阵、懂得占星望气之术的人，这些人日夜怂恿刘赐行密谋反叛之事。
淮南王刘安是刘赐的兄长，但是两兄弟在礼节问题上产生摩擦，相互责怪埋怨，导致关系疏远、不相和睦。刘赐得知刘安准备谋反，于是结交宾客防范刘安，担心被他吞并。

### 家庭不和
刘赐的王后名乘舒，育有二子一女，长子刘爽被立为太子，次子名刘孝，女儿名刘无采。姬妾徐来育有子女四人，另外美人厥姬生子二人。乘舒早死后，徐来被立为王后，厥姬嫉妒徐来得宠，于是向刘爽进言说是徐来派婢女用巫蛊之术咒死了刘爽的母亲，刘爽因此事怨恨徐来。作为报复，刘爽在与徐来兄长的宴会中用利刃刺伤了他，二人于是结怨。刘爽的妹妹刘无采出嫁之后被遗弃回衡山国，行为放荡，与奴仆和宾客私通，刘爽屡次责备刘无采，刘无采因此怨恨兄长。刘无采和二哥刘孝因年少时母亲亡故，依附于徐来。徐来用计对二人加以抚慰，一同在刘赐面前诽谤太子，刘赐因此屡次痛打刘爽。
前125年，有刺客行刺了徐来的继母，刘赐怀疑是太子所为，于是又责打刘爽。后来刘赐患病，刘爽怨恨父亲，假称自己生病不去侍候。徐来便联合刘孝、刘无采在刘赐面前进谗言说刘爽并没有生病，而是见刘赐生病后面有喜色。刘赐大怒，决定废掉太子，另立刘孝为太子。徐来得知刘赐决意废掉刘爽，就想连同刘孝一起废掉，另立自己的儿子刘广为太子。于是她设计让自己已受到刘赐宠幸的贴身侍女勾引刘孝，使其发生乱伦关系。刘爽得知后，更加怨恨徐来，就想与她发生奸情来封住她的口。一次徐来饮酒，刘爽以上前敬酒祝寿为名，趁势坐在了徐来的大腿上，要求与她同宿。徐来很生气，把此事告诉了刘赐。于是刘赐召刘爽前来，打算把他捆起来毒打。刘爽得知刘赐想要废掉自己而立弟弟刘孝后，准备进京告发刘孝乱伦、刘无采淫乱的罪行。刘赐派人阻止，但没有成功，便亲自驾车追捕太子。他害怕刘爽胡言乱语祸及自身，就用镣铐把他囚禁在宫中。刘爽被囚禁后，刘孝得到了刘赐的赏识，他受封终弋侯并且佩戴王印，号称将军，居住在宫外的府第中，刘赐赏赐给他很多钱财，用来招揽宾客。

### 策划谋反
在宾客的撺掇怂恿下，刘赐指派刘孝的宾客江都（今江苏省扬州市江都区西南）人枚赫、陈喜秘密制造战车和箭支，私刻天子印玺和将相军吏的官印。他还日夜访求像周丘一样的壮士，多次参考七国之乱时的战略战术部署谋反。刘赐不敢奢望像刘安那样夺取天子之位，他只是担心刘安起兵后自己的封国被夺取。他希望趁刘安起兵西进之时，趁机吞并江淮一带作为自己的领地。
前124年秋，刘赐入朝觐见汉武帝。路经淮南国时，刘安和他亲密交谈，二人除却前嫌，约定一同谋反。刘赐于是向汉武帝上书称病不能觐见，汉武帝赐书让他不必入朝。

### 闹剧收场
刘赐于前123年年中派人上书请求汉武帝废去太子刘爽，另立刘孝为太子。刘爽听说后就派亲信白嬴入京上书，告发弟弟刘孝乱伦和谋反的罪证。白嬴来到长安（今陕西省西安市长安区西北），还没来得及上书，官吏就逮捕了他，因为他与淮南王谋反一事有牵连。刘赐听说刘爽派白嬴去上书，害怕他揭发自己，于是上书反告刘爽不孝，罪当弃市。汉武帝将此事交予沛郡府审理。
前122年，淮南王刘安谋反未遂后自杀。同年冬，有司公卿命沛郡府搜捕与刘安谋反有关联之人，没有捕到，却在刘孝家抓获了陈喜，法吏控告刘孝窝藏陈喜。刘孝认为陈喜平素多次与父亲策划反叛，怕他暴露此事，又听闻西汉律令规定先行自首者可免罪，他还怀疑刘爽派白嬴上书告发了谋反之事，于是先行自首，告发了参与谋反的枚赫、陈喜等人。廷尉审讯验证后证据属实，公卿请求逮捕刘赐惩处，汉武帝没有答应，而是派中尉司马安、大行令李息赴衡山国就地查问刘赐，刘赐对此供认不讳。官吏于是派兵将王宫都包围起来严加看守，由司马安和李息回朝上奏。公卿大臣请求派宗正、大行令和沛郡府共同惩治刘赐，刘赐闻讯后刎颈自杀。刘孝因主动自首谋反之事，免罪，但他与刘赐所宠幸的婢女乱伦，被处死后弃市。王后徐来用巫蛊之术诅咒前王后乘舒，太子刘爽因不孝，都被处死后弃市。所有参与衡山王刘赐谋反的人都遭灭族，衡山国也被废除，改为衡山郡。

## 评价
司马迁在《史记·卷一百一十八·淮南衡山王列传》中评价刘赐：淮南、衡山亲为骨肉，疆土千里，列为诸侯，不务遵蕃臣职以承辅天子，而专挟邪僻之计，谋为畔逆，仍父子再亡国，各不终其身，为天下笑。

## 延伸阅读
[在维基数据编辑]
 《漢書·卷044》，出自班固《漢書》